# Parti communiste d'Iran
Ne doit pas être confondu avec Tudeh.
Le Parti communiste d'Iran (persan : حزب کمونیست ایران, Hezb-e kommunist-e Irân) est un parti politique iranien fondé en 1983. 

## Histoire
Fondé en 1983, le Parti communiste d'Iran est né de la fusion de Komala, une guerilla marxiste-léniniste basée au Kurdistan d'Iran, et de l'Union des combattants communistes, une organisation marxiste révolutionnaire. La branche armée, forte de 6000 Peshmergas conserve le nom de Komala, tandis que le Parti communiste d'Iran devient la branche politique. Il dispose d'une zone libérée, dans laquelle les villages s'organisent de manière autonome contre le gouvernement central de la république islamique. 
Contrairement à ce que son nom fait parfois croire, le Parti communiste d'Iran n'a jamais eu de lien avec l'URSS, qu'il ne considère même pas comme un pays socialiste : C'est le parti Tudeh qui remplit ce rôle en Iran. Le programme du parti a été rédigé par Mansoor Hekmat, et n'a pas changé lorsque celui-ci s'est retiré pour créer le Parti communiste-ouvrier d'Iran en 1991.
Après cette scission majeure, liée au débat sur le nationalisme de gauche, le Parti communiste d'Iran a poursuivi son existence, bientôt séparé de sa branche armée. Il reste une organisation importante dans certains pays de la diaspora iranienne, notamment en Suède.